# Xian de Shenqiu
Le xian de Shenqiu (沈丘县 ; pinyin : Shěnqiū Xiàn) est un district administratif de la province du Henan en Chine. Il est placé sous la juridiction de la ville-préfecture de Zhoukou.

## Démographie
La population du district était de 1 180 933 habitants en 1999.

## Culte
Shenqiu dispose d'une église catholique dépendant du diocèse de Xinyang; elle est consacrée au Sacré-Cœur.